# Ерлінг Мое
Ерлінг Гагсет Мое (норв. Erling Hagset Moe, нар. 22 липня 1970, Молде, Норвегія) — норвезький футбольний тренер, керівник тренерського штабу норвезького клубу «Молде».
До 26-тирічного віку виступав як гравець за клуб Третього дивізіону «Трефф».

## Кар'єра
Після завершення ігрової кар'єри Ерлінг Мое деякий час працював у тренерському штабі клубу «Трефф». 2011 рік Мое провів на посаді головного тренера клубу «Крістіансунн». З 2015 року він працює в системі клубу Елітсерії «Молде». З 2015 року Мое був асистентом у тренерському штабі, де головним тренером клубу був Уле Гуннар Сульшер. Після того, як Сульшер перейшов до «Манчестер Юнайтед», у грудні 2018 року Мое обійняв посаду головного тренера. У квітні 2019 року тренр підписав з клубом контракт на постіній основі.
І вже в першому ж сезоні Мое привів клуб до чемпіонського титулу. при цьому команда жодного разу за сезон не програла на своєму полі і виграла чемпіонат з відривом у 14 балів від другого місця. Що є новим клубним досягненням.
А у 2020 році «Молде» під керівництвом Ерлінга Мое зупинився за крок від групового раунда Ліги чемпіонів, програвши угорському «Ференцварошу». Після чого «Молде» дійшов до 1/8 Ліги Європи.

## Досягнення
- Чемпіон Норвегії (2):

«Молде»: 2019, 2022
- Володар Кубка Норвегії (2):

«Молде»: 2021-22, 2023

## Особисте життя
Ерлінг Мое визнає, що він є фанатом англійського клубу «Ковентрі Сіті»